# Digital Playground
Digital Playground — порностудия со штаб-квартирой в Вен Найз, штат Калифорния. Была названа одной из пяти крупнейших порностудий, а в 2006 году была описана Reuters как одна из немногих студий, доминирующих в порноиндустрии США.

## История
Директор Джун основал компанию в 1993 году. Компания стала новатором в создании порнографии на персональных компьютерах. В 2003 году он начал работать с компанией, специализирующейся на голограмной технологии. Студия начала снимать в высоком разрешении в 2005 году. В январе 2006 года компания выбрала Blu-Ray вместо конкурирующего формата HD DVD, поскольку Джун понял, что Blu-Ray имеет лучшие перспективы в будущем.

## Руководство
- Robby D.
- Саманта Льюис
- Джун

## Награды
- 2009: XBIZ Award Studio of the Year
- 2009: AVN Award Best Overall Marketing Campaign - Company Image
- 2007: XBIZ Award Studio of the Year
- 2007: AVN Award Best Online Marketing Campaign – Company
- 2007: FAME Award Favorite Feature für Island Fever 4
- 2007: Nightmoves Award Best Series für Island Fever
- 2007: Nightmoves Award Best Production Company
- 2007: Rock Confidential Best Adult Feature für Island Fever 4
- 2006: XBIZ Award Studio of the Year
- 2006: AVN Award Best POV Scene für Jack’s POV 02
- 2006: AVN Award Best All Girl Sex Scene in Island Fever 4
- 2006: AVN Award Best Renting Title of the Year für Pirates
- 2006: AVN Award Best POV Scenes für Jack’s POV 01
- 2006: AVN Award Best Selling Title of the Year für Pirates
- 2006: AVN Award Best Vignette Series für Jack’s Playground

## Актрисы

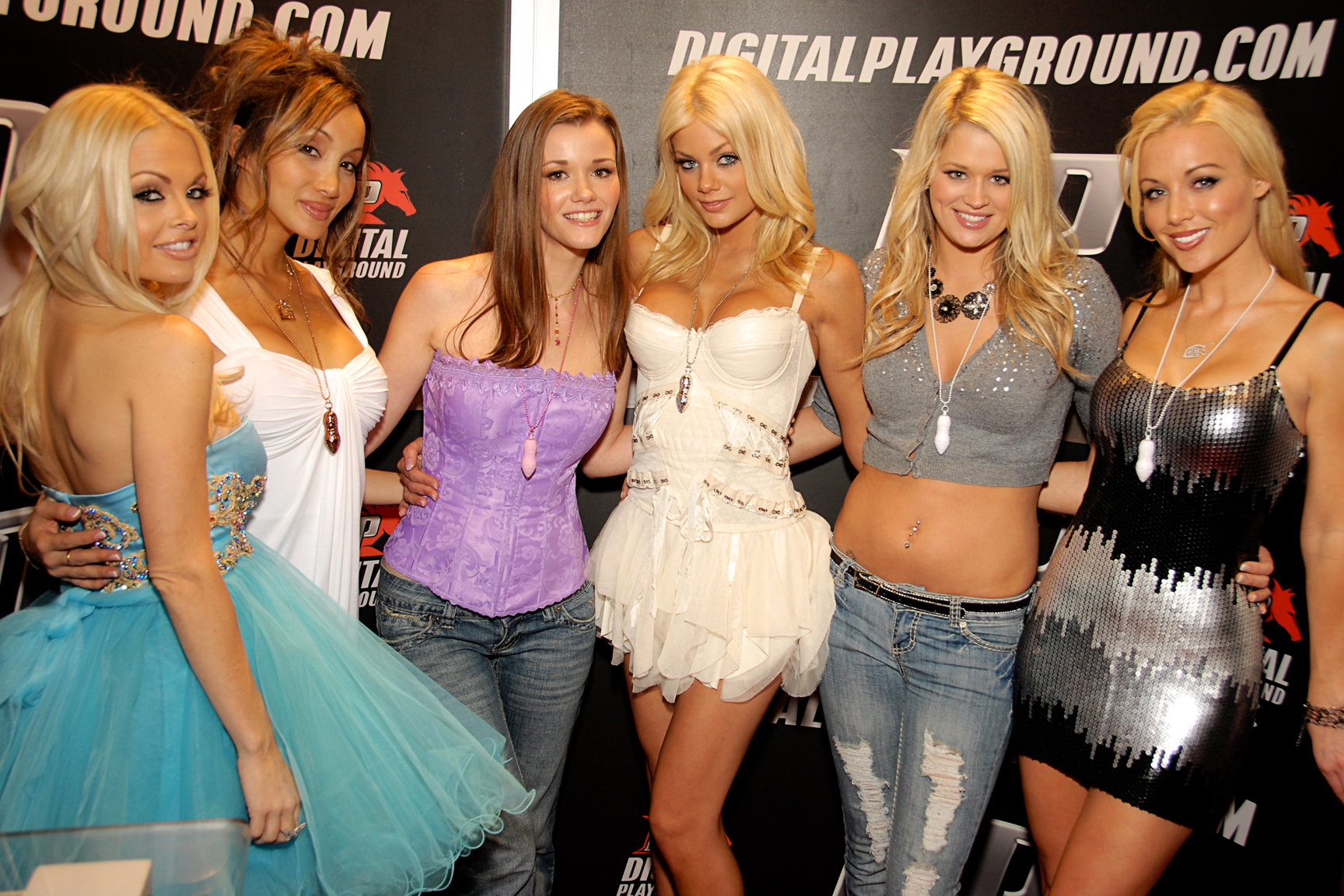
Слева направо: Джесси Джейн, Кацуни, Рэйвен Алексис, Райли Стил, Джени Саммерс и Кайден Кросс на стенде Digital Playground во время рекламного мероприятия в 2010 году.

### Актрисы, в настоящее время работающие по контракту
- Райли Стил (с 2008)
- Кайден Кросс (с 2010)
- Селена Роуз (с 2011)
- Биби Джонс (с 2011)
- Стоя (с 2007)
- Ева Ловия (с 2015)
- Ария Александер (с 2016)

### Актрисы, ранее работавшие по контракту
- Девон (в 2006)
- Джесси Джейн (2003-2024)
- Тера Патрик (в 2005)
- Тиган Пресли (в 2008)
- Яна Кова (в 2008)
- Джанин Линдмалдер (в 2005)
- Шэй Джордан (в 2011)
- Саша Грей (в 2009)
- Джейми Саммерс (в 2010)
- Адрианна Линн (в 2008)
- Анджелина Армани (в 2010)
- Габриэлла Фокс (в 2010)
- Шона Ленэй (в 2010)
- Джулия Энн (в 2005)
- Лейси Харт (в 2007)
- София Санти (в 2007 и 2011, т.к. возобновила контракт)
- Рокки Роудс (в 2007)
- Кэгни Линн Картер (в 2009)
- Одри Битони (в 2007)

## Избранная фильмография
- Rush (2002)
- Code of Honor (2012)
- No Limits (2003)
- Loaded (2004)
- Babysitters (2007)
- Cheerleaders (2008)
- Pirates II: Stagnetti’s Revenge (2008)
- Pirates (2005)
- Nurses (2009)
- Fly Girls (2010)
- Body Heat (2010)
- Jailhouse Heat (2011)
- Fighters (2011)
- Top Guns (2011)
- Bridesmaids (2013)
- Island Fever
- Jack’s Playground